# Akiko Dōmoto
Akiko Dōmoto (堂本 暁子?, Dōmoto Akiko; San Francisco, 31 luglio 1932) è una politica giapponese, la prima donna governatrice di Chiba e la terza nella storia giapponese.

## Biografia
Nata a San Francisco, in California, nel 1932, Akiko Dōmoto studia alla Tokyo Woman’s Christian University. Successivamente entra a far parte del canale radiotelevisivo Tokyo Broadcasting System. Nel 1980 realizza il documentario intitolato Baby Hotel, vincitore del premio Japan Newspaper Publishers and Editors Association.

### Camera dei consiglieri
Entra poi in politica. In occasione delle elezioni della Camera dei consiglieri, viene eletta consigliera con il partito socialista. Dopodiché lascia il partito, entrando invece nel New Party Sakigake. Viste le elezioni del 1995 per rinnovare metà della Camera, si candida nuovamente come consigliera, vincendo, e quindi rimanendo in carica.
Durante il suo mandato, si batte per la parità di genere e per l'eliminazione della prostituzione minorile e delle violenze domestiche. Si batte anche per la libertà di aborto e denuncia nel 1999 il sessismo del governo giapponese, che aveva autorizzato rapidamente le pillole di Viagra ma vietava ancora l'uso della pillola contraccettiva.
Dopo gli scarsi risultati del suo partito alle elezioni parlamentari giapponesi del 1996, l'allora presidente di partito, Shōichi Ide, si dimette. Sale quindi lei a capo del partito, e rimane in carica per circa due anni.

### Governatrice di Chiba

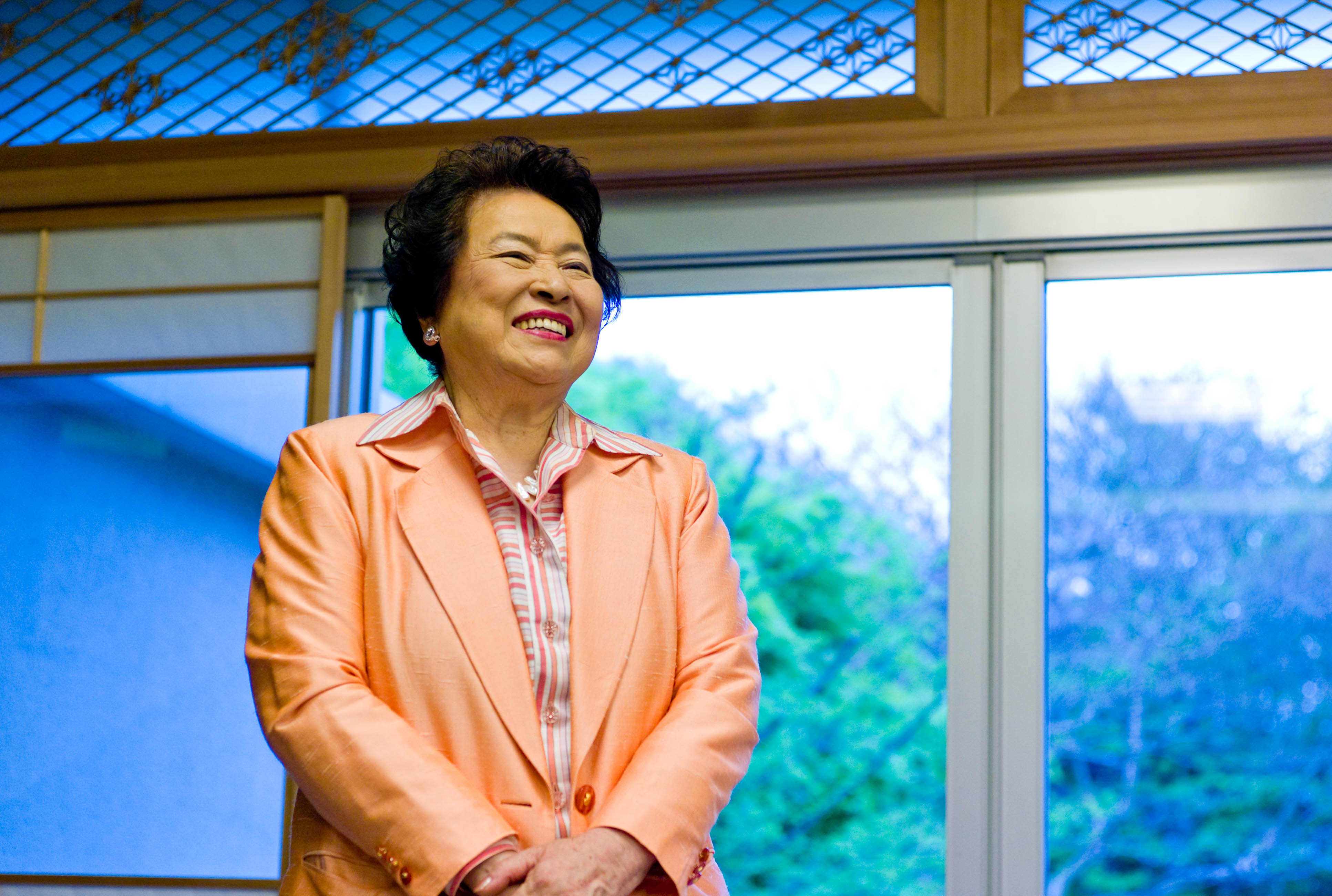
Akiko Dōmoto nel 2008

Nel 2001 diventa governatrice della prefettura di Chiba come indipendente, anche se appoggiata ancora dal suo vecchio partito, diventando la prima donna governatrice di questa prefettura.
Molto sensibile alle cause ambientali, ha annullato appena eletta un progetto volto a sostituire le zone umide di Sanbanze con un centro di trattamento delle acque reflue, preservando così uno degli ultimi luoghi di rifugio per gli uccelli migratori, l'area della baia di Tokio, mantenendo una delle sue promesse elettorali. Il budget stanziato per questo progetto viene poi ridistribuito in progetti avviati dagli abitanti della prefettura di Chiba. Gli attivisti dell'epoca accolsero con favore questo gesto del governatore. Per motivi di trasparenza con i suoi elettori, ha rivelato il suo reddito come governatrice dal 2002, sebbene non fosse obbligata a farlo.
Inizialmente tentata per un terzo mandato come governatrice della prefettura, alla fine decide di non candidarsi, ritirandosi così all'età di 77 anni dopo otto anni di governo. Appoggia quindi Yoshida Hira alle elezioni successive, ma quest'ultimo viene battuto da Kensaku Morita, che di conseguenza subentra al posto di Akiko. 

### Altre attività
È anche presidente dell'Associazione delle donne giapponesi che agiscono per la riduzione dei rischi di calamità naturali. Si è occupata in particolare della ricostruzione dei danni provocati dallo tsunami del 2011 in Giappone, oltre che della lotta alla discriminazione nei confronti delle donne.
Dōmoto si impegna anche contro la discriminazione nei confronti delle persone con disabilità, soprattutto da parte del personale ospedaliero.